# Ha-Tiqvà
Ha-tiqvà (hebreu: התקווה‎, ‘l'esperança’) és l'himne nacional d'Israel. La lletra va ser escrita per a Iasi l'any 1878 per Naftali Herz Imber (1856-1909), poeta jueu nascut a Zloczow (Galitzia). En l'any 1897, durant el primer congrés sionista, va esdevenir l'himne del sionisme. Tot i estar prohibit per les autoritats britàniques al Mandat Britànic de Palestina durant un temps, va sobreviure fins a ésser proclamat himne nacional d'Israel l'any 1948, any de la creació de l'Estat d'Israel.

## Música
La melodia de Ha-tiqvà deriva de La Mantovana, una cançó italiana del segle xvi, composta per Giuseppe Cenci, també conegut com a Giuseppino del Biado ca. 1600 amb el text «Fuggi, fuggi, fuggi da questo cielo». A la Itàlia de princips del segle xvii era coneguda com a «Ballo di Mantova» i va guanyar popularitat a l'Europa del renaixement amb noms diversos segons les zones. La melodia va ser utilitzada pel compositor txec Bedřich Smetana en el poema simfònic "Vltava", que pertany a l'obra Má vlast (La meva pàtria). Va ser arranjada per Samuel Cohen i orquestrada l'any 1897 pel compositor Paul Ben-Jaim.

## Text actual
A continuació es mostra el text actual en hebreu, la transliteració i la seva traducció al català.